# Stefania Gurdowa
Stefania Gurdowa z Czernych (ur. 24 grudnia 1888 w Bochni, zm. 3 listopada 1968 w Łodygowicach) – polska fotografka.
Przed I wojną światową uczyła się fotografowania u Władysława Gargula, a po ślubie z Kazimierzem Gurdą praktykowała we Lwowie. Po rozstaniu z mężem przeniosła się wraz z córką Zofią (ur. 1917) do Dębicy, gdzie wraz z adwokatem Hoszardem przy ul. Słowackiego wybudowała dom, w którym w 1923 r. na parterze otworzyła działający do 1937 r. zakład fotograficzny Studio przez pewien czas miało filie w Mielcu i Ropczycach. Po opuszczeniu Dębicy przeniosła się na Śląsk, gdzie prowadziła dwa kolejne zakłady.
Po wybuchu II wojny światowej atelier zostało przejęte przez hitlerowców, a Gurdowa i jej siostrzenica zostały w nim zatrudnione. Pod koniec wojny Gurdowa ukrywała się, a jej córka i wnuczka zostały wywiezione do Austrii; po wojnie Zofia (po mężu Czelny) otworzyła w Roubaix zakład fotograficzny. Stefania Gurdowa nie odzyskała już swoich zakładów. Mieszkała w Łodygowicach koło Żywca, pracowała w spółdzielni fotograficznej. Została pochowana w grobie rodziny Kubiców, która opiekowała się nią przed śmiercią.
Po jej śmierci zbiór fotografii zachowany w jej domu został wyrzucony. Pod koniec lat 90. XX w. na strychu jednej z kamienic w Dębicy jej nowi właściciel przypadkowo odnaleźli około 1200 szklanych płyt fotograficznych z dębickiego zakładu Gurdowej, przedstawiających portrety anonimowych ludzi – zazwyczaj po dwie osoby na jednej kliszy. Fotografie zostały przekazane do galerii miejskiej w Dębicy. Następnie wypożyczyła je krakowska fundacja Imago Mundi, która zorganizowała ich wystawy w Krakowie.

## Wystawy
- Klisze przechowuje się – 8-31 maja 2008, Synagoga Kupa w Krakowie (wystawa w ramach Miesiąca Fotografii w Krakowie)
- Czas niewinności – 6 czerwca – 25 sierpnia 2009, Galeria Camelot w Krakowie (wystawa zdjęć komunijnych Gurdowej)
- Negatives are to be stored – 1-29 maja 2010, Red Barn Gallery w Belfaście (wydarzenie w ramach Polska!Year, czyli Roku Polskiego w Wielkiej Brytanii 2009-2010)
- Kobieta fotograf – Stefania Gurdowa – 16 listopada – 31 grudnia 2012, oddział Mieleckiego Muzeum Regionalnego „Jadernówka” (fotografie ze zbiorów Muzeum Regionalnego w Mielcu, Muzeum Regionalnego w Dębicy i zbiorów prywatnych)
- Negatives are to be stored – 17 sierpnia-28 września 2014, Maui Arts&Cultural Center w Kahului (Hawaii)
- Klisze przechowuje się – 26 lutego-26 marca 2016, Galeria Fotografii Ratusz, Zamość
- Klisze przechowuje się – 6 maja-2 czerwca 2016, Galeria Jarte, Mielec
- Klisze przechowuje się - 12 sierpnia - 01 września 2016, Galeria Nierzeczywista RSF, Rzeszów